# Хаме
Хаме (мкд. Хаме) су насељено место у Северној Македонији, у крајње западном делу државе. Хаме припадају општини Дебар.

## Географија
Насеље Хаме је смештено у крајњем западном делу Северне Македоније, на самој граници са Албанијом (2,5 km северозападно од насеља). Од најближег већег града, Дебра, насеље је удаљено 3 km северно.
Рељеф: Хаме се налазе у горњем делу историјске области Дебар. Село је положено на источном ободу плодног Дебарског поља, које прави река Црни Дрим, после истока из Дебарског језера. Источно од насеља се издиже планина Дешат. Надморска висина насеља је приближно 820 метара.
Клима у насељу је планинска због знатне надморске висине.

## Становништво
По попису становништва из 2002. године Хаме су имале 135 становника.
Претежно становништво у насељу су данас Албанци (100%), а некад су били македонски Словени православне и исламске вероисповести.
Већинска вероисповест у насељу је ислам.